# District de Verneuil
Le district de Verneuil est une ancienne division territoriale française du département de l'Eure de 1790 à 1801.
Il était composé des cantons de Verneuil, Bourth, Breteuil, Damville, Nonancourt et Tillières.